# Gmina zbiorowa Brookmerland
Gmina zbiorowa Brookmerland (niem. Samtgemeinde Brookmerland) – gmina zbiorowa położona w niemieckim kraju związkowym Dolna Saksonia, w powiecie Aurich. Siedziba administracji gminy zbiorowej znajduje się w mieście (niem. Flecken) Marienhafe.

## Podział administracyjny
Do gminy zbiorowej Brookmerland należy sześć gmin, w tym jedno miasto (Flecken):
1. Leezdorf
2. Marienhafe
3. Osteel
4. Rechtsupweg
5. Upgant-Schott
6. Wirdum